# Venango megye
Venango megye az Amerikai Egyesült Államokban, azon belül Pennsylvania államban található. Megyeszékhelye Franklin, legnagyobb városa Oil City. Lakosainak száma 50 454 fő (2020. április 1.). Venango megye Crawford, Warren, Forest, Clarion, Butler és Mercer megyékkel határos.

## Népesség
A megye népességének változása:
| Lakosok száma | 54 949 | 54 723 | 54 283 | 53 907 | 53 119 | 50 454 |
|               | 2010   | 2011   | 2012   | 2013   | 2015   | 2020   |